# José Ortega Cano
José María Ortega Cano, más conocido como Ortega Cano (Cartagena, 23 de diciembre de 1953), es un torero retirado y personaje mediático español. Su carrera como torero discurrió entre los años 1980 y los años 1990 y salió en hombros en cuatro ocasiones de Las Ventas de Madrid.

## Biografía

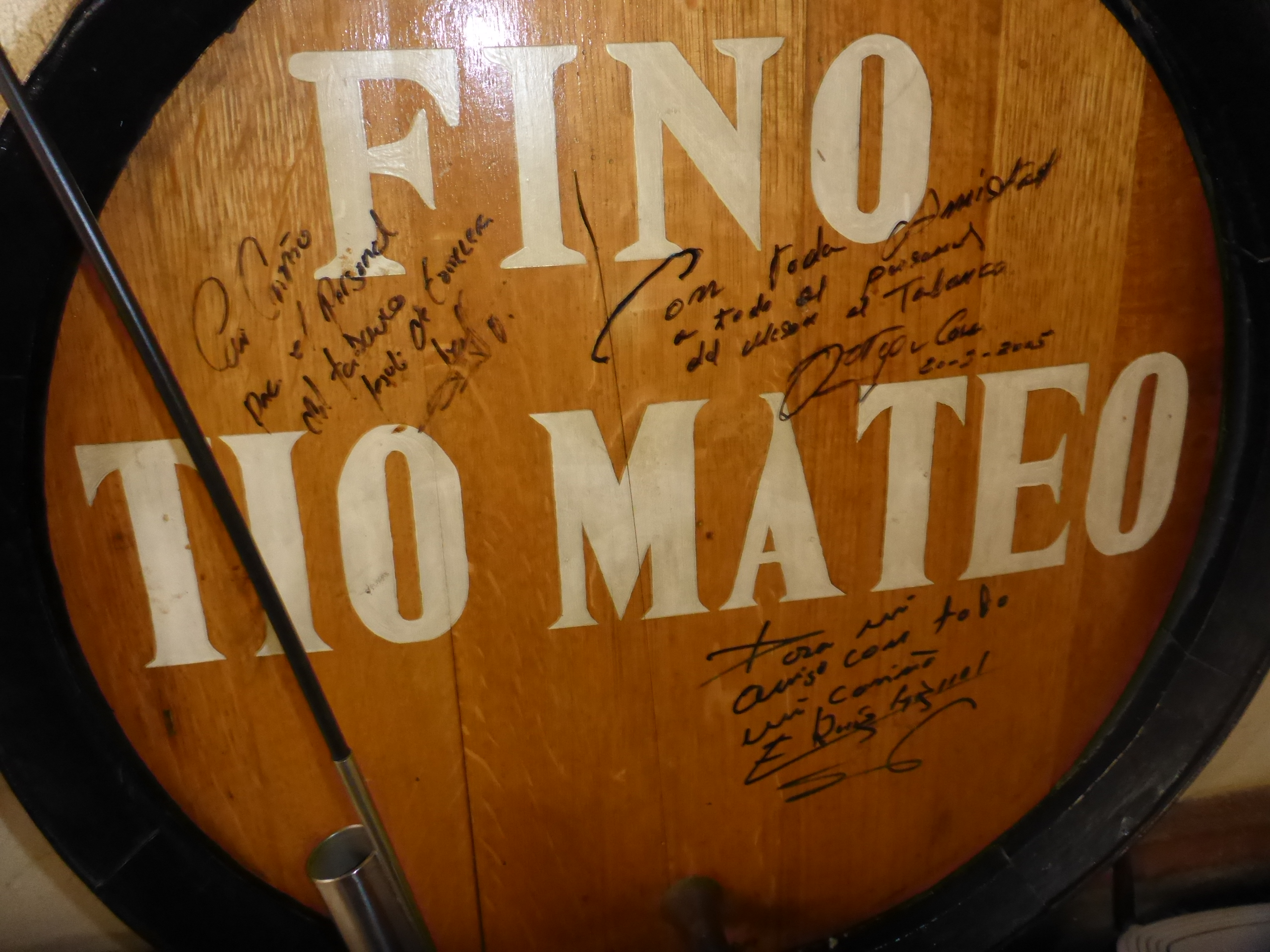
Barril de Jerez firmado por Ortega Cano, Jesuli de Torrecera y Ruiz Miguel.

José Ortega Cano nació en Cartagena, aunque vivió en San Sebastián de los Reyes desde niño. Debutó el 9 de septiembre de 1973, cortando una oreja en la Plaza de Toros de Vistalegre de Madrid y comenzando así su carrera como novillero.  Recibió la alternativa en Zaragoza el 12 de noviembre de 1974, siendo su padrino José María Manzanares y con Paco Bautista como testigo. Confirmó su alternativa en Las Ventas el 14 de mayo de 1978. Durante la Feria de San Isidro de 1979, en la que ganó el Trofeo Taurino Mayte y Casa de Córdoba a la mejor estocada.
El 19 de julio de 1982  durante la Corrida de la Prensa de Las Ventas, logró el indulto del toro célebre Belador, de la ganadería de Victorino Martín, hecho inédito hasta la fecha y que no se ha vuelto a repetir.
En mayo de 1985 en la Feria de San Isidro en Las Ventas realizó una faena memorable a un toro de Martínez Benavides. A partir de entonces se situó en las primeras posiciones del escalafón de matadores. En 1986 salió en dos ocasiones a hombros en Las Ventas:

Llegó al turno siguiente Ortega Cano, revelé en qué consiste el toreo enriquecido con el arte después de su rusticidad primigenia, y causó una conmoción. Ortega Cano, primero a la verónica, después en la brega, por último en la faena de muleta, toreaba despacio. No toreaba con la lentitud de los perezosos, sino con el cadencioso ritmo de los que tienen el pulso bien templado para traducir en estética los sentimientos del alma. Se recreaba en las suertes y cuando cerraba en un círculo mágico el natural o el redondo, afianzando la hondura del muletazo, su persona y la fosca mole negra coronada de media luna componían una sola figura, que era el monumento al arte de torear.
Joaquín Vidal Vizcarro. El País 23 de mayo de 1986

En 1986 además ganó el trofeo Escapulario de Oro durante la Feria del Señor de los Milagros por su faena de 23 de noviembre en la plaza de toros de Acho. En 1987 logró el trofeo César Girón en la plaza de toros de Arlés. Además ese mismo año , cortó una oreja a cada uno de los toros que lidió el 2 de junio en Madrid, saliendo así por tercera vez por la puerta grande de Las Ventas. De entre las múltiples cogidas a lo largo de su carrera como torero señalar la cornada propiciada por Arbolario el 13 de octubre de  1987 en Zaragoza.  En 1991 cortó tres orejas en la Corrida de la Beneficencia de Madrid, saliendo por cuarta vez en su carrera por la puerta grande de Las Ventas. Fue, junto a César Rincón, el triunfador de esa temporada. En 1994 señalar el indulto a Marquito de la ganadería de Ana Romero en la plaza de toros de Granada. En 1995 sufrió la grave cogida de Bienvestido en la plaza de toros de Cartagena de Indias. En 1995 adquirió la ganadería brava Yerbanuena, que vendió en 2013.
Ortega Cano anunció que la temporada de 1996 sería la última de su carrera aunque finalmente se retiró definitivamente en 2017. Durante este tiempo compaginó una cada vez más discreta carrera como torero con su actividad como personaje mediático tras su boda con la cantante Rocío Jurado. De 1998 señalar la faena durante la Feria de Abril en La Maestranza, cuando le cortó las dos orejas a un toro de Jandilla. En Las Ventas, durante la Feria de Otoño de Madrid se encerró en solitario con seis toros, escuchando alguna bronca y siendo silenciadas las faenas que le hizo a la mayoría de sus astados. En 2001 Ortega Cano anunció su reaparición. Tras intervenir en diversos festivales y corridas en España y América, reapareció otra vez el 14 de mayo de 2005 en la plaza de toros de Getafe, para retirarse para atender a su mujer Roció Jurado. En 2006 obtuvo premio Mayte por su colaboración en ABC con la columna El quite maestro. Durante unos años fue también empresario taurino con la gestión de la plaza de toros de Cieza y El Puerto de Santamaría. Intervino de manera esporádica en festejos taurinos hasta su retirada definitiva en 2017 en la plaza de toros de San Sebastián de los Reyes.
Desde 2008 ha desarrollado su actividad como personaje mediático en algunos programas de televisión, como en el programa de talent show ¡Mira quién baila! (2008). También es habitual su intervención o la de personas de su entorno personal o familiar en programas de la prensa rosa u otros formatos de audiencias masivas como Sálvame o Viva la Vida. En 2020 el Tribunal Supremo confirmó una condena a la revista satírica Mongolia por vulnerar su honor e imagen.
Desde el 30 de marzo de 2022, es vocal del Centro de Asuntos Taurinos de la Comunidad de Madrid, órgano dependiente de la Consejería de Presidencia encargado de la promoción, asesoramiento y colaboración con las administraciones públicas madrileñas en temas taurinos, así como de la explotación de la plaza de toros de Las Ventas.

## Vida personal

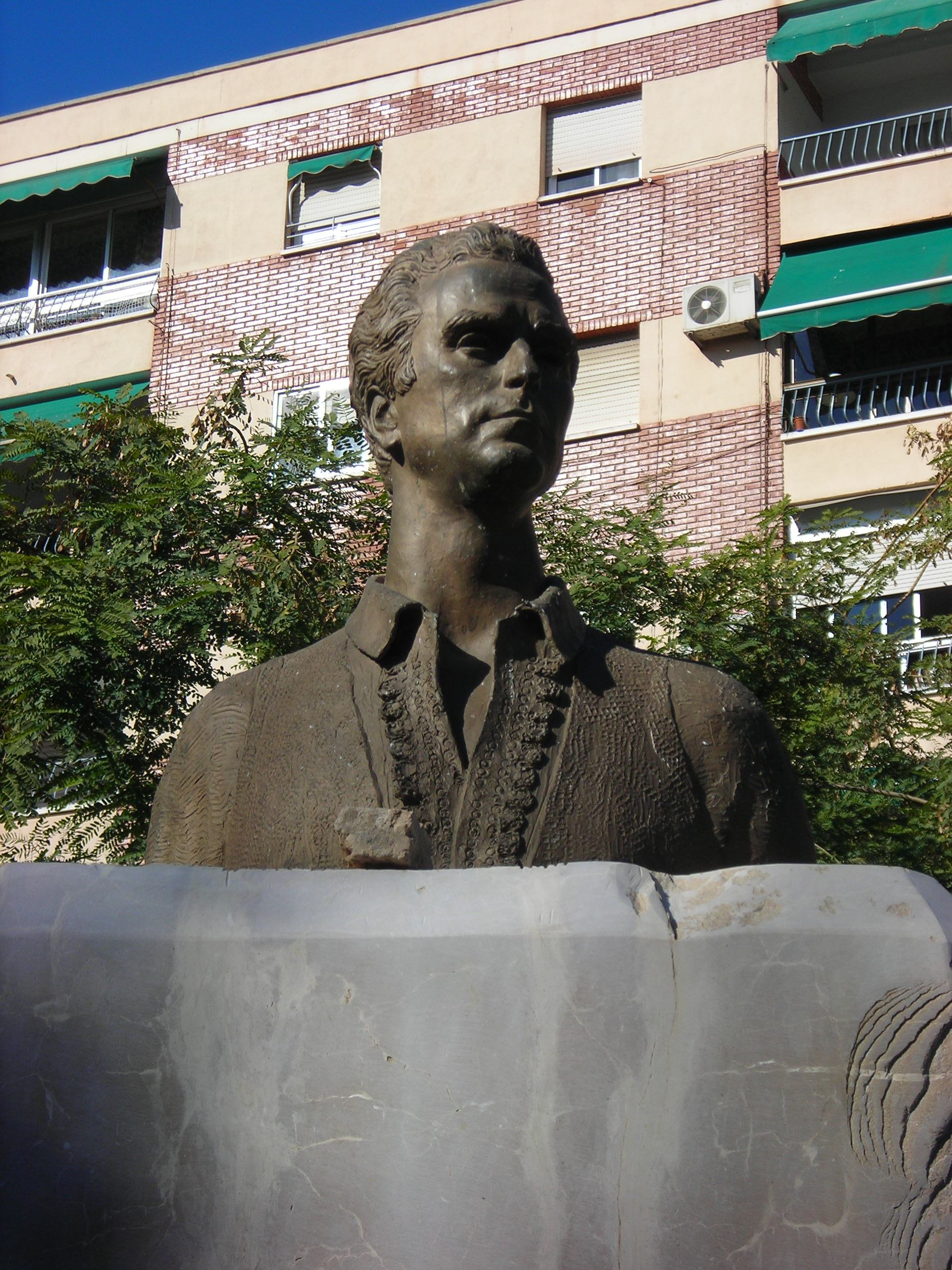
Busto de Ortega Cano, por Juan de Ávalos, situado en la plaza murciana que lleva el nombre del torero.

Contrajo matrimonio con la popular cantante Rocío Jurado, el 17 de febrero de 1995, en la finca Yerbabuena en Castilblanco de los Arroyos. En diciembre de 1999 adoptaron dos niños, José Fernando (1993) y Gloria Camila (1996), de origen colombiano. Enviudó de su primera mujer en 2006 fallecida por un cáncer de páncreas. A los problemas personales y familiares ocasionados por el fallecimiento de Rocío Jurado se sumó su ingreso en prisión en abril de 2014 tras una condena de dos años, seis meses y un día de prisión por un delito de homicidio imprudente y conducción temeraria, que provocó la muerte de Carlos Parra Castillo en mayo de 2011 en un accidente de coche en Castilblanco de los Arroyos provocado por conducir bajo los efectos del alcohol. También se le condenó a una indemnización de 158.000 euros a la familia del fallecido y la retirada del carnet de conducir durante tres años. Después de un año y un mes en el Centro Penitenciario de Zaragoza-Zuera le fue concedido el tercer grado de semilibertad. En 2018 contrajo matrimonio en segundas nupcias con Ana María Aldón, su pareja desde 2012, con quien tiene un hijo, José María (2013). En octubre de 2022, tras varios rumores de separación, se divorcia de Ana María.